# Jéssica Quintino
Jéssica Da Silva Quintino Ribeiro, née le 17 avril 1991 à São Paulo, est une handballeuse brésilienne évoluant au poste d'ailière droite.
En 2016, elle rejoint le club danois du HC Odense.

## Palmarès

### En club
compétitions internationales
compétitions nationales
- Championnat de Pologne
  - vainqueur (2) : 2015 et 2016 (avec MKS Lublin)
- Coupe de Pologne
  - vainqueur (1) : 2014 (avec Vistal Gdynia)
- Championnat du Danemark
  - vainqueur (1) : 2021
  - Deuxième (2) : 2018, 2020
  - Troisième (1) : 2019.
- Coupe du Danemark
  - vainqueur (1)  : 2021
  - Finaliste (2) : 2019, 2020

### En équipe nationale
Jeux olympiques
- 6e place aux Jeux olympiques de 2012
- 5e place aux Jeux olympiques de 2016
- ?e aux Jeux olympiques de 2024

Jeux panaméricains
- médaille d'or aux Jeux panaméricains de 2011
- médaille d'or aux Jeux panaméricains de 2015

Championnats panaméricains
- médaille d'or aux Championnat panaméricain de 2011
- médaille d'or aux Championnat panaméricain de 2013
- médaille d'or aux Championnat panaméricain de 2015
- médaille d'or aux Championnat panaméricain de 2017

Championnats panaméricains
- médaille d'or aux Championnat panaméricain de 2011

Championnats d'Amérique du Sud et centrale
- médaille d'or au Championnat d'Amérique du Sud et centrale 2021,